# Gaussia attenuata
Espèce
Synonymes
- Aeria attenuata O. F. Cook[2]
- Aeria attenuata O.F. Cook[3]
- Aeria attenuata O.F.Cook[1]
- Gaussia portoricensis H.Wendl.[1]

Statut de conservation UICN

 VU B1+2c : Vulnérable
Gaussia attenuata est une espèce de plantes de la famille des Arecaceae.

## Publication originale
- Pomona College Journal of Economic Botany and Subtropical Horticulture 2: 275. 1912.